# Estación de Javel - André Citroën
Javel - André Citroën es una estación de la línea 10 del metro de París situada en el XV Distrito, al oeste de la capital, 

## Historia
Fue inaugurada el 30 de septiembre de 1913 con la llegada de la línea 8, que se convirtió en la actual línea 10 tras la reorganización de varias líneas realizada en 1937. 
La estación debe su nombre, por un lado al antiguo pueblo de Javel que se hizo especialmente conocido a partir de 1777 por su fábrica de producto químicos. De ella salió el hipoclorito de sodio, más conocido como lavandina o lejía y que en Francia se denominaría popularmente eau de Javel (agua de Javel). Por otro lado, recuerda también al empresario francés André Citroën.

## Descripción
Está compuesta de dos vías y de dos andenes laterales de 75 metros de longitud. 
Está diseñada en bóveda y revestida completamente de los clásicos azulejos blancos biselados del metro parisino. 
Su iluminación ha sido renovada empleando el modelo vagues (olas) con estructuras casi adheridas a la bóveda que sobrevuelan el andén proyectando la luz principalmente hacia arriba. La señalización por su parte, usa la moderna tipografía Parisine donde el nombre de la estación aparece en letras blancas sobre un panel metálico de color azul. Por último, los escasos asientos de la estación son individualizados y de tipo Motte. 
Hasta su renovación en los años 2000 contaba con una exposición dedicada a André Citroën. 